# Bad Company (band)
Bad Company is een Britse hardrockband die in 1973 werd gevormd en bij de oprichting bestond uit Paul Rodgers (zang) en Simon Kirke (drums) van Free, Mick Ralphs (gitaar, overleden 2025) van Mott the Hoople en Boz Burrell (basgitaar, overleden 2006) van King Crimson. De band kende vooral grote successen in de jaren '70 met onder meer de hits Can't Get Enough en Feel Like Makin' Love. De band kende een groot aantal personeelswisselingen. Ze hadden hetzelfde management als Led Zeppelin.

## Biografie
In de periode van 1986 tot 1994 week Bad Company af van hun bluesy (hard)rock stijl. Met name door de zang van Brian Howe had de muziek van Bad Company meer weg van die van een AOR-band als Foreigner. Het album Fame and Fortune is mede geproduceerd door Mick Jones van Foreigner. 
In 1995 keerde Bad Company terug naar hun vertrouwde bluesy (hard)rock, met de warme bluesy stem van Robert Hart.
In 1999 vond uiteindelijk de langverwachte reünie van de klassieke bezetting plaats, en werd ook de dubbel-cd The 'Original' Bad Co. Anthology uitgebracht, met niet eerder uitgebracht materiaal en vier nieuwe nummers. 
In 2002 werden de eerste officiële liveopnames uitgebracht op cd en dvd, getiteld Merchants of Cool. Deze opnames zijn echter niet met de klassieke bezetting.
In 2006 overleed bassist Boz Burrell.
Op 8 augustus 2008 kwamen de overgebleven originele leden weer bijeen voor een eenmalig optreden in The Seminole Hard Rock Hotel @ Casino in Hollywood, Florida. De plaats van Boz Burrell werd ingenomen door Lynn Sorensen. Tijdens dit optreden werden opnamen gemaakt voor een live cd en dvd. In februari 2010 kwam eindelijk de langverwachte cd+dvd Hard Rock Live uit van dit eenmalige reünie-optreden.
In juni en juli 2009 maakte Bad Company een korte tour door de Verenigde Staten, en in april 2010 door het Verenigd Koninkrijk.

## Bezetting
1973-1982
- Paul Rodgers (zang)
- Mick Ralphs (gitaar)
- Boz Burrell (bas)
- Simon Kirke (drums)

1986-1987
- Brian Howe (zang)
- Mick Ralphs (gitaar)
- Boz Burrell (bas)
- Simon Kirke (drums)

1987-1988
- Brian Howe (zang)
- Mick Ralphs (gitaar)
- Steve Price (bas)
- Simon Kirke (drums)

1988-1989
- Brian Howe (zang)
- Mick Ralphs (gitaar)
- Felix Krish (bas)
- Simon Kirke (drums)

1990-1990
- Brian Howe (zang)
- Geoff Whitehorn (gitaar)
- Dave "Bucket" Colwell (gitaar)
- Felix Krish (bas)
- Simon Kirke (drums)

1990-1991
- Brian Howe (zang)
- Mick Ralphs (gitaar)
- Dave "Bucket" Colwell (gitaar)
- Felix Krish (bas)
- Simon Kirke (drums)

1992-1995
- Brian Howe (zang)
- Mick Ralphs (gitaar)
- Dave "Bucket" Colwell (gitaar)
- Rick Wills (bas)
- Simon Kirke (drums)

1995-1997
- Robert Hart (zang)
- Mick Ralphs (gitaar)
- Dave "Bucket" Colwell (gitaar)
- Rick Wills (bas)
- Simon Kirke (drums)

1999-2001
- Paul Rodgers (zang)
- Mick Ralphs (gitaar)
- Boz Burrell (bas)
- Simon Kirke (drums)

2002-2003
- Paul Rodgers (zang)
- Dave "Bucket" Colwell (gitaar)
- Jaz Lochrie (bas)
- Simon Kirke (drums)

2008
- Paul Rodgers (zang)
- Mick Ralphs (gitaar)
- Simon Kirke (drums)

## Discografie

### Albums
| Album met eventuele hitnotering(en) in de Nederlandse Album Top 100 | Datum van verschijnen | Datum van binnenkomst | Hoogste positie | Aantal weken | Opmerkingen          |
| ------------------------------------------------------------------- | --------------------- | --------------------- | --------------- | ------------ | -------------------- |
| Bad Company                                                         | 26-06-1974            | -                     | -               | -            |                      |
| Straight shooter                                                    | 1975                  | 03-05-1975            | 19              | 3            |                      |
| Run with the pack                                                   | 1976                  | 21-02-1976            | 11              | 5            |                      |
| Burnin' sky                                                         | 1977                  | 02-04-1977            | 14              | 4            |                      |
| Desolation angels                                                   | 1978                  | 31-03-1979            | 27              | 5            |                      |
| Rough diamonds                                                      | 1982                  | -                     | -               | -            |                      |
| Fame and fortune                                                    | 1986                  | -                     | -               | -            |                      |
| 10 from 6                                                           | 1987                  | -                     | -               | -            | verzamelalbum        |
| Dangerous age                                                       | 1988                  | -                     | -               | -            |                      |
| Holy water                                                          | 12-06-1990            | -                     | -               | -            |                      |
| Here comes trouble                                                  | 22-09-1992            | -                     | -               | -            |                      |
| What you hear is what you get                                       | 1993                  | -                     | -               | -            |                      |
| Company of strangers                                                | 1995                  | -                     | -               | -            |                      |
| Stories told & untold                                               | 1996                  | -                     | -               | -            |                      |
| The 'Original' Bad Co. anthology                                    | 29-03-1999            | -                     | -               | -            | verzamelalbum        |
| Merchants of cool                                                   | 2002                  | -                     | -               | -            | livealbum            |
| Hard rock live                                                      | 08-02-2010            | -                     | -               | -            | livealbum (cd + dvd) |
| Bad Company Live at Wembley                                         | 22-04-2011            | -                     | -               | -            | livealbum            |

### Dvd's
| Dvd's met hitnoteringen in de Nederlandse Music Top 30 | Datum van verschijnen | Datum van binnenkomst | Hoogste positie | Aantal weken | Opmerkingen |
| ------------------------------------------------------ | --------------------- | --------------------- | --------------- | ------------ | ----------- |
| Live at Wembley                                        | 2011                  | 20-08-2011            | 23              | 1            |             |
| Live at Red Rocks                                      | 2018                  | 26-01-2018            | 14              | 1            |             |

### NPO Radio 2 Top 2000
| Nummers met noteringen in de NPO Radio 2 Top 2000 | '06  | '07-'08 | '09  | '10  | '11  | '12  | '13  | '14  | '15  | '16  | '17  |
| ------------------------------------------------- | ---- | ------- | ---- | ---- | ---- | ---- | ---- | ---- | ---- | ---- | ---- |
| Can't Get Enough                                  | 1483 | -       | 1708 | 1603 | 1558 | -    | -    | -    | -    | -    | -    |
| Feel Like Makin' Love                             | -    | -       | 1377 | 1322 | 1379 | 1687 | 1947 | 1236 | 1605 | 1648 | 1722 |

1. ↑  Een '-' betekent dat het nummer niet was genoteerd en een vetgedrukt getal geeft de hoogste notering van een nummer aan.
2. ↑  2006 was het eerste jaar met een notering voor Bad Company.
3. ↑  Deze tabel is bijgewerkt tot en met de meest recente editie (2024).